# Kentarō Suzuki
Kentarō Suzuki (japanisch 鈴木 健太郎 Suzuki Kentarō; * 2. Juni 1980 in Hokkaido) ist ein ehemaliger japanischer Fußballspieler.

## Karriere
Suzuki erlernte das Fußballspielen in der Schulmannschaft der Asahikawa Jitsugyo High School. Seinen ersten Vertrag unterschrieb er 1999 bei den Bellmare Hiratsuka (heute: Shonan Bellmare). Der Verein spielte in der höchsten Liga des Landes, der J1 League. Am Ende der Saison 1999 stieg der Verein in die J2 League ab. 2001 wechselte er zum Ligakonkurrenten Montedio Yamagata. Für den Verein absolvierte er 77 Spiele. 2003 wechselte er zum Erstligisten Tokyo Verdy. Im Juli 2003 wechselte er zum Zweitligisten Albirex Niigata. 2003 wurde er mit dem Verein Meister der J2 League und stieg in die J1 League auf. Für den Verein absolvierte er 32 Spiele. 2007 wechselte er zum Ligakonkurrenten Ventforet Kofu. Ende 2007 beendete er seine Karriere als Fußballspieler.